# Gare de Choisy-au-Bac
Gare de Choisy-au-Bac vasútállomás Franciaországban, 
- Choisy-au-Bac
- Clairoix

 településen.

## Vasútvonalak
Az állomást az alábbi vasútvonalak érintik:
- Creil–Jeumont-vasútvonal

## Kapcsolódó állomások
A vasútállomáshoz az alábbi állomások vannak a legközelebb: